# Joué-du-Plain
Joué-du-Plain är en kommun i departementet Orne i regionen Normandie i nordvästra Frankrike. Kommunen ligger i kantonen Écouché som tillhör arrondissementet Argentan. År 2022 hade Joué-du-Plain 237 invånare.

## Befolkningsutveckling
Antalet invånare i kommunen Joué-du-Plain
| Referens: INSEE |